# Hunden (Drage)
Hunden ist ein Ortsteil von Drage, einer Gemeinde der Samtgemeinde Elbmarsch im niedersächsischen Landkreis Harburg. 
Das Binnenmarsch-Dorf liegt südöstlich des Hauptortes Drage an der Kreisstraße K 2. Südlich des Ortes fließt die Ilmenau und südöstlich die Neetze, die bei Fahrenholz in die Ilmenau mündet.

## Baudenkmale
In der Liste der Baudenkmale in Drage (Elbe) sind für Hunden fünf Baudenkmale aufgeführt – allesamt Bauernhäuser.